# Ondskapt
Ondskapt — шведская блэк-метал-группа образована в Стокгольме в 2000 году. В лирике преобладают темы дьяволопоклонничества и культа cмерти. Название группы произошло от шведского Ond (зло) и Skapa (создавать), то есть, художественно, это можно перевести как «Рождённый Злом».
Основу звучания Ondskapt составляет блэк-метал с привнесением элементов дум-метала.
За свою карьеру группа выпустила четыре студийных альбома и один мини-альбом.

## Состав

### Текущий состав
- Acerbus — вокал, гитара (с 2000)
- Gefandi Ör Andlät — гитара (с 2017)
- Draugr — бас-гитара (с 2017)
- Daemonum Subeunt — ударные (с 2017)

### Бывшие участники
- Skamfer — гитара (2000—2001)
- Herr Hrimnir — бас-гитара (2000—2001)
- Wredhe (Fredric Gråby) — гитара, вокал, бас-гитара (2000—2008)
- Nabemih — гитара (2000—2007), аранжировки, ударные (2000,2007—2010)
- S. B. — бас-гитара (2001—2007)
- Nattdal — гитара (2005—2007) умер в 2011
- Niklas Kvarforth — гитара (2005)
- Marcus Hinze — ударные (2005—2007)
- Avsky — бас-гитара (2007—2010)
- S.W. (Simon Wizén) — гитара (2008—2018)
- V.L. (Vlad Lefay) — бас-гитара (2010—2016)
- E.L. (Eric Ljung) — ударные (2010—2015)

## Дискография
- 2001 — Slave Under His Immortal Will (EP)
- 2003 — Draco Sit Mihi Dux
- 2007 — Dödens Evangelium
- 2010 — Arisen From the Ashes
- 2020 — Grimoire Ordo Devus